# Stamboom Johan George van Anhalt-Dessau (1627-1693)
| Stamboom Johan George van Anhalt-Dessau (1627-1693)                                                    | Stamboom Johan George van Anhalt-Dessau (1627-1693)                                        | Stamboom Johan George van Anhalt-Dessau (1627-1693)                                        | Stamboom Johan George van Anhalt-Dessau (1627-1693)                                        | Stamboom Johan George van Anhalt-Dessau (1627-1693)                                        | Stamboom Johan George van Anhalt-Dessau (1627-1693)                                              | Stamboom Johan George van Anhalt-Dessau (1627-1693)                                              | Stamboom Johan George van Anhalt-Dessau (1627-1693)                                              |
| --- | ------------------------------------------------------------------------------------------ | ------------------------------------------------------------------------------------------ | ------------------------------------------------------------------------------------------ | ------------------------------------------------------------------------------------------ | ------------------------------------------------------------------------------------------------ | ------------------------------------------------------------------------------------------------ | ------------------------------------------------------------------------------------------------ |
| Grootouders                                                                                            | Johan George I van Anhalt-Dessau (1567-1618) x 1595 Dorothea van Palts-Lautern (1581-1631) | Johan George I van Anhalt-Dessau (1567-1618) x 1595 Dorothea van Palts-Lautern (1581-1631) | Johan George I van Anhalt-Dessau (1567-1618) x 1595 Dorothea van Palts-Lautern (1581-1631) | Johan George I van Anhalt-Dessau (1567-1618) x 1595 Dorothea van Palts-Lautern (1581-1631) | Maurits ‘de Geleerde’ van Hessen-Kassel (1572–1632) x 1603 Juliana van Nassau-Siegen (1587–1643) | Maurits ‘de Geleerde’ van Hessen-Kassel (1572–1632) x 1603 Juliana van Nassau-Siegen (1587–1643) | Maurits ‘de Geleerde’ van Hessen-Kassel (1572–1632) x 1603 Juliana van Nassau-Siegen (1587–1643) |
| Ouders                                                                                                 | Johan Casimir van Anhalt-Dessau (1596-1660) x 1623 Agnes van Hessen-Kassel (1606-1650)     | Johan Casimir van Anhalt-Dessau (1596-1660) x 1623 Agnes van Hessen-Kassel (1606-1650)     | Johan Casimir van Anhalt-Dessau (1596-1660) x 1623 Agnes van Hessen-Kassel (1606-1650)     | Johan Casimir van Anhalt-Dessau (1596-1660) x 1623 Agnes van Hessen-Kassel (1606-1650)     | Johan Casimir van Anhalt-Dessau (1596-1660) x 1623 Agnes van Hessen-Kassel (1606-1650)           | Johan Casimir van Anhalt-Dessau (1596-1660) x 1623 Agnes van Hessen-Kassel (1606-1650)           | Johan Casimir van Anhalt-Dessau (1596-1660) x 1623 Agnes van Hessen-Kassel (1606-1650)           |
| Johan George II van Anhalt-Dessau (1627-1693) x 1659 Henriëtte Catharina van Oranje-Nassau (1638-1708) |                                                                                            |                                                                                            |                                                                                            |                                                                                            |                                                                                                  |                                                                                                  |                                                                                                  |
| Kinderen                                                                                               | Elisabeth Albertine (1665-1706) x 1686 Hendrik van Saksen-Weissenfels                      | Amalia (1666-1726) x 1683 Hendrik Casimir II van Nassau-Dietz (1657-1696)                  | Louise Sophie (1667-1678)                                                                  | Marie Eleonore (1671-1756) x 1687 George Jozef Radziwill                                   | Henriëtte Agnes (1674-1729)                                                                      | Leopold I (1676-1747) de oude Dessauer x 1698 Anna Louise Föse                                   | Johanna Charlotte (1682-1750) x 1699 Filips Willem van Brandenburg-Schwedt                       |
| Kleinkinderen                                                                                          | ?                                                                                          | Johan Willem Friso (1687-1711)                                                             | -                                                                                          | ?                                                                                          | ?                                                                                                | Leopold II (1700-1751)                                                                           | ?                                                                                                |